# Kleines Teufelshorn
Kleines Teufelshorn är en bergstopp i Österrike, på gränsen till Tyskland. Den ligger i den centrala delen av landet, 260 km väster om huvudstaden Wien. Toppen på Kleines Teufelshorn är 1 751 meter över havet.
Terrängen runt Kleines Teufelshorn är bergig söderut, men norrut är den kuperad. Terrängen runt Kleines Teufelshorn sluttar norrut. Närmaste större samhälle är Saalfelden am Steinernen Meer, 15,3 km väster om Kleines Teufelshorn. 
Trakten runt Kleines Teufelshorn består i huvudsak av gräsmarker. Runt Kleines Teufelshorn är det ganska glesbefolkat, med 43 invånare per kvadratkilometer.